# Andeocalynda
Andeocalynda is een geslacht van Phasmatodea uit de familie Diapheromeridae. De wetenschappelijke naam van dit geslacht werd voor het eerst geldig gepubliceerd in 2020 door Hennemann en Conle.

## Soorten
- Andeocalynda aspericollis Hennemann & Conle, 2020
- Andeocalynda banosense Hennemann & Conle, 2020
- Andeocalynda carrikeri (Hebard, 1919)
- Andeocalynda comis (Bates, 1865)
- Andeocalynda decorata Hennemann & Conle, 2020
- Andeocalynda densegranulosa Hennemann & Conle, 2020
- Andeocalynda lojaense Hennemann & Conle, 2020
- Andeocalynda putumayoense Hennemann & Conle, 2020
- Andeocalynda tenuis Hennemann & Conle, 2020
- Andeocalynda tuberculata Hennemann & Conle, 2020
- Andeocalynda viridipes Hennemann & Conle, 2020